# Alexander H. Van Keuren

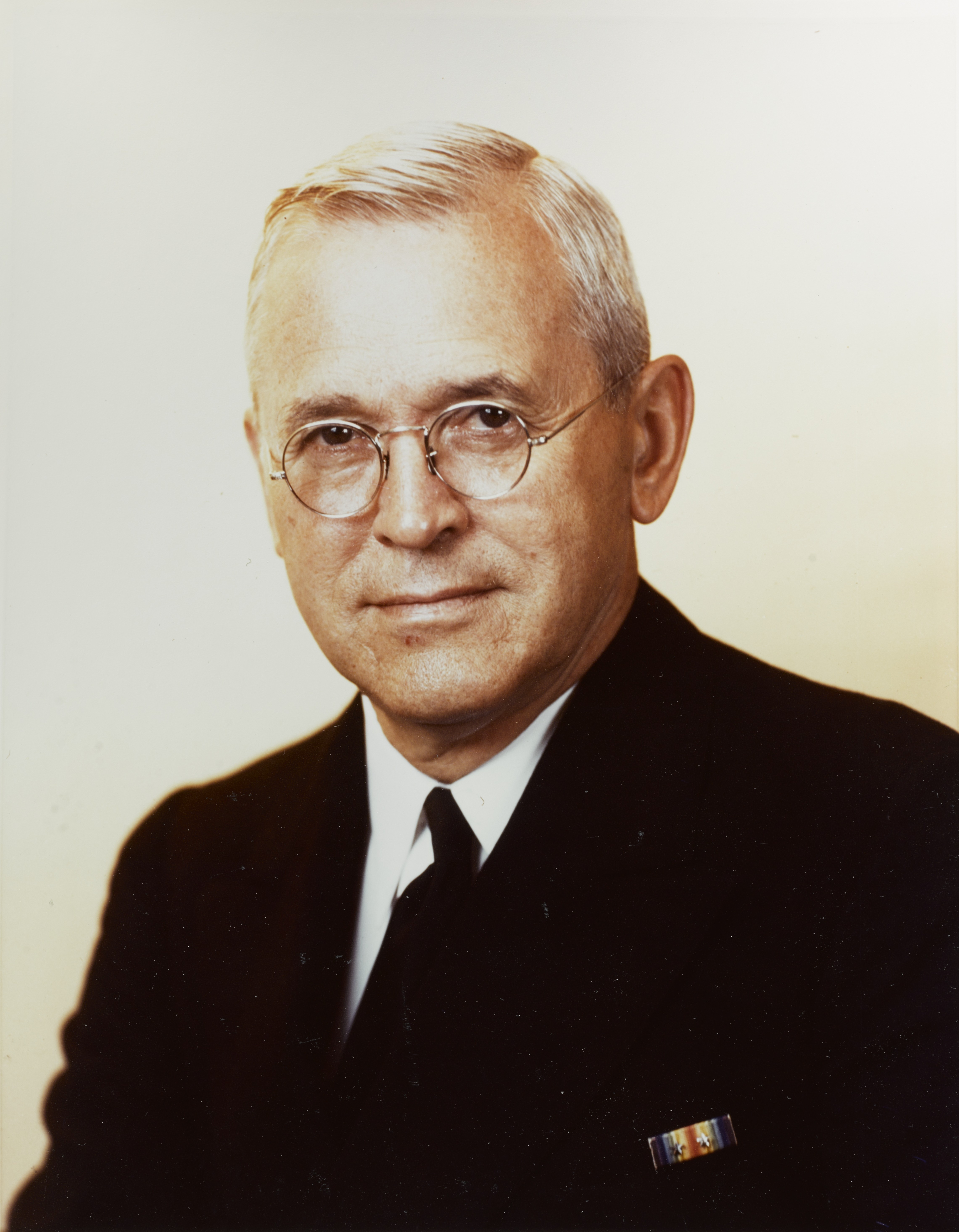
Alexander H. Van Keuren (1944)

Alexander Hamilton Van Keuren (* 9. März 1881 in Howell, Michigan; † 3. Juli 1966 in Bethesda, Maryland) war Konteradmiral (rear admiral) der United States Navy.

## Leben
Alexander H. Van Keuren graduierte 1903 an der Naval Academy und studierte im Anschluss am Massachusetts Institute of Technology, das er 1908 mit einem Master of Science abschloss. 1939 wurde ihm die Leitung des Bureau of Construction and Repair der US Navy übertragen. 1940 wurde er stellvertretender Leiter des Bureau of Ships der US Navy. Von 1942 bis 1945 war er Direktor des Naval Research Laboratory und schied 1946 aus dem aktiven Dienst aus.

## Auszeichnungen
- Legion of Merit, für die Verdienste als Direktor des Naval Research Laboratory von Nov. 1942 bis 11. Dez. 1945[3]